# Кінг-Коув (Аляска)
Кінг-Коув (англ. King Cove) — місто (англ. city) в США, в окрузі Східні Алеутські острови штату Аляска. Населення — 757 осіб (2020).

## Географія
Розташоване на тихоокеанському узбережжі півострова Аляска, за 29 км на південний схід від містечка Колд-Бей та приблизно за 1006 км на північний захід від Анкориджа.
Кінг-Коув розташований за координатами 55°4′48″ пн. ш. 162°19′17″ зх. д. / 55.08000° пн. ш. 162.32139° зх. д. (55.080062, -162.321376). За даними Бюро перепису населення США в 2010 році місто мало площу 77,48 км², з яких 66,50 км² — суходіл та 10,97 км² — водойми.

## Демографія

### Перепис 2010
Згідно з переписом 2010 року, у місті мешкало 938 осіб у 181 домогосподарстві у складі 119 родин. Густота населення становила 12 осіб/км². Було 229 помешкань (3/км²).
Расовий склад населення:
| - 38,4 % — корінних американців - 36,5 % — азіатів - 16,2 % — білих - 1,0 % — чорних або афроамериканців - 0,2 % — вихідців з тихоокеанських островів - 3,2 % — осіб інших рас |

До двох чи більше рас належало 4,6 %. Частка іспаномовних становила 11,2 % від усіх жителів.
За віковим діапазоном населення розподілялося таким чином: 16,1 % — особи молодші 18 років, 77,8 % — особи у віці 18—64 років, 6,1 % — особи у віці 65 років та старші. Медіана віку мешканця становила 41,2 року. На 100 осіб жіночої статі у місті припадало 159,8 чоловіків; на 100 жінок у віці від 18 років та старших — 177,1 чоловіків також старших 18 років.
Середній дохід на одне домашнє господарство становив 71 712 долари США (медіана — 63 667), а середній дохід на одну сім'ю — 77 172 долари (медіана — 64 271). Медіана доходів становила 45 625 доларів для чоловіків та 32 031 долар для жінок. За межею бідності перебувало 17,5 % осіб, у тому числі 32,6 % дітей у віці до 18 років та 5,6 % осіб у віці 65 років та старших.
Цивільне працевлаштоване населення становило 780 осіб. Основні галузі зайнятості: виробництво — 67,9 %, сільське господарство, лісництво, риболовля — 7,9 %, освіта, охорона здоров'я та соціальна допомога — 6,8 %.

### Перепис 2000
За даними перепису 2000 року населення міста становило 792 особи. Расовий склад: корінні американці (46,72 %), білі (15,03 %), афроамериканці (1,64 %), азіати (26,77 %), населення островів Тихого океану (0,13 %), представники іншої раси (5,93 %), представники двох і більше рас (3,79 %). Частка осіб у віці молодше 18 років — 21,3 %; осіб від 18 до 24 років — 11,9 %; осіб від 25 до 44 років — 41,0 %; осіб від 45 до 64 років — 22,7 % та осіб старше 65 років — 3,0 %. Середній вік населення — 35 років. На кожні 100 жінок припадає 147,5 чоловіків.
З 34 домашніх господарств в 45,3 % — виховували дітей віком до 18 років, 46,5 % представляли собою подружні пари, які спільно проживають, в 15,9 % сімей жінки проживали без чоловіків, 31,2 % не мали родини. 25,3 % від загального числа сімей на момент перепису жили самостійно, при цьому 2,9 % склали самотні літні люди у віці 65 років та старше. В середньому домашнє господарство ведуть 2,90 особи, а середній розмір родини — 3,53 особи.

## Економіка
Економіка міста заснована на переробці риби та морепродуктів.